# Rdeči album
Rdeči album treći je studijski album slovenskog punk rock sastava Pankrti. Objavljen je 1984. u izdanju diskografske kuće ZKP RTL.

## Popis pjesama
| Br. | Skladba                  | Trajanje |
| --- | ------------------------ | -------- |
| 1.  | »Slavni razglas«         | 4:05     |
| 2.  | »Gora«                   | 3:50     |
| 3.  | »Volkovi«                | 3:04     |
| 4.  | »Moja punca je vsak dan« | 2:45     |
| 5.  | »Lokalne pizde«          | 1:58     |
| 6.  | »Sarajevo 1984«          | 5:05     |
| 7.  | »Kaj nardit«             | 3:25     |
| 8.  | »Vodja«                  | 3:15     |
| 9.  | »Oj! Oj! Oj!«            | 3:04     |
| 10. | »Udarnik sle«            | 2:20     |
| 11. | »Lov«                    | 4:10     |
| 12. | »Bandiera rossa«         | 3:25     |